# 賴氏節孝坊
賴氏節孝坊位於臺灣苗栗縣苗栗市，於1985年8月19日公告為三級古蹟，後為苗栗縣縣定古蹟。該牌坊原本立於苗栗文昌祠旁，後來遷移到天雲廟西側，最後移置到貓裏山公園內。

## 沿革
賴氏節孝坊所紀念者為賴四娘（1806年－1888年），幼時便被許配給舉人劉獻廷之子劉金錫。但在賴四娘十四歲時，劉金錫就去世了。此後賴四娘並未改嫁，繼續留在劉家。劉金錫之弟劉金壁，感佩其孝節且為了延續兄長的香火，將長子過繼給賴四娘。而鄉人在得知其事蹟後，呈請旌表，於光緒九年（1883年）准許建坊。
最初賴氏節孝坊是建在苗栗文昌祠旁，但在日治時期昭和十年（1935年）關刀山大地震後，因為進行道路拓寬工程而遷建到天雲廟西側。二次大戰後，由於天雲廟在民國六十八年（1979年）改建，賴氏節孝坊便遷到貓裏山公園現址。
公告為三級古蹟後，苗栗縣政府在民國八十一年（1992年）委外進行修護調查研究，並在民國八十九年（2000年）到九十二年（2003年）斥資438萬餘元進行修復工程。

## 建築

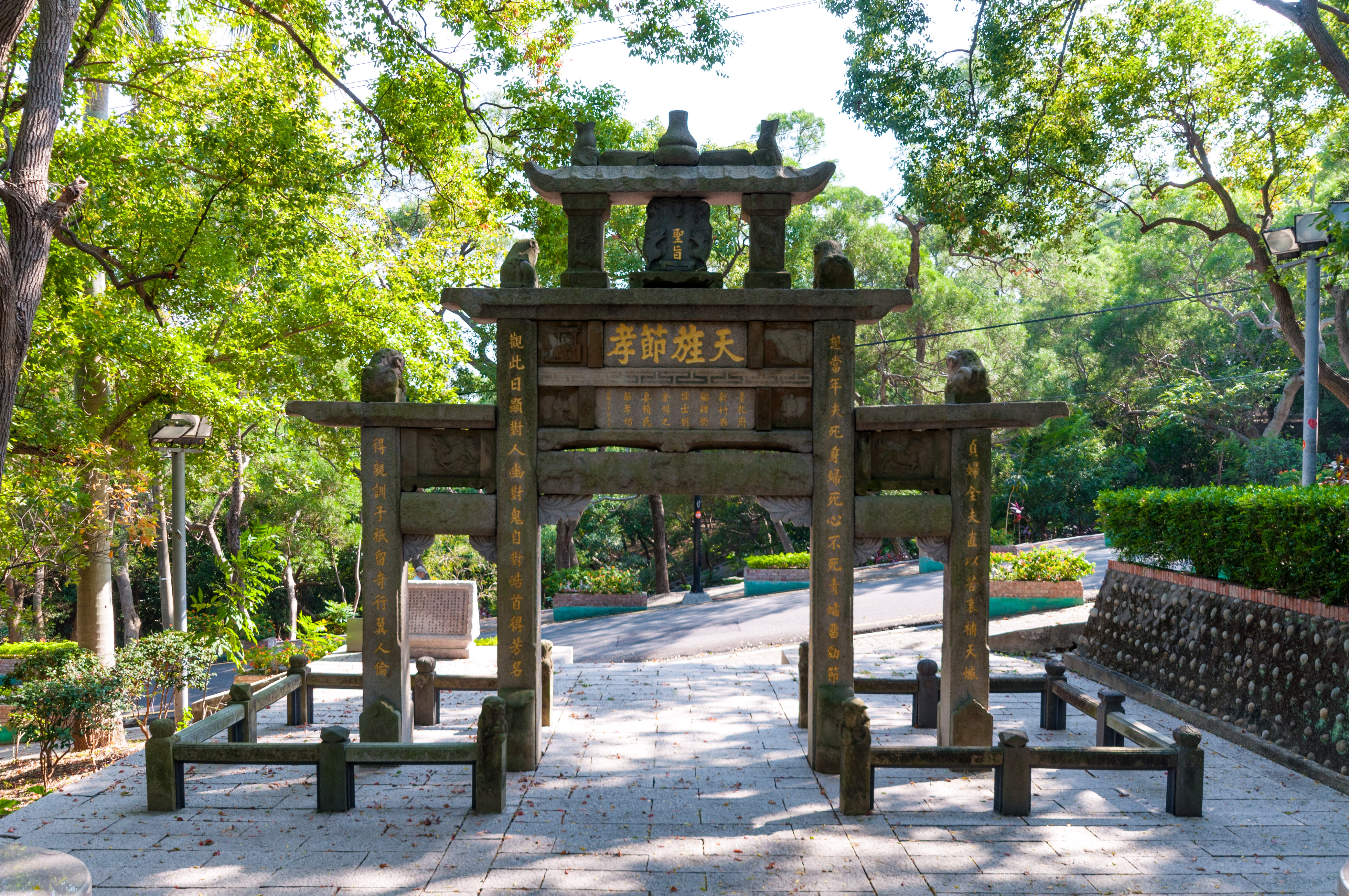
賴氏節孝坊背面

賴氏節孝坊為四柱三間式的牌坊，主要結構使用花崗岩，而聖旨牌與脊飾使用的是青斗石，石柱上刻有當時官員所寫的對聯。
| 作者   | 身分         | 內容                                                                  |
| ------ | ------------ | --------------------------------------------------------------------- |
| 陳星聚 | 臺北府知府   | 十四齡節義守閨門無慙一家忠義， 七八載孝名傳史冊增色兩代科名。         |
| 劉鳴盛 | 新竹縣訓導   | 素履全貞直樹綱常萬古， 黃章寵錫允堪俎豆千秋。                         |
| 劉璈   | 臺澎道兼督學 | 想當年夫死身婦死心不死青孀留勁節， 觀此日顯對人幽對鬼自對皓首得芳名。 |
| 不明   |              | 青年尚未婚柏舟永矢， 白髮能完節楓陛榮褒。                             |
| 不明   |              | 貞婦全夫直以苦衷補天憾， 得親訓子祇留奇行翼人倫。                     |